# Ragnar Godin
Jonas Ragnar Godin,  född 20 mars 1911 i Kälarne, Håsjö socken, Jämtland, död 8 juli 1990 i Östersund, var en svensk målare.
Godin studerade för Tor Bjurström och Sigfrid Ullman vid Valands målarskola i Göteborg 1934–1935 samt för Marcel Gromaire i Paris 1936. Separat ställde han ut i Östersund 1948, och tillsammans med John Hedman och Rune Jansson ställde han ut på Galleri Brinken i Stockholm. Han medverkade i ett flertal samlingsutställningar i Jämtland och Östersund. Bland hans offentliga arbeten märks oljemålningen Traktatutväxling i Fredssalen på Storsjöteatern i Östersund. Hans konst består av stilleben, interiörer och utsikter från sin miljö i Östersund.